# Stop Child Executions
Stop Child Executions est une organisation sans but lucratif, cofondée par Nazanin Afshin-Jam, et dont l’objectif est de mettre un terme aux exécutions de mineurs en Iran. 

## Description
L’organisation fait campagne pour sensibiliser les consciences à cette cause et faire pression sur le gouvernement de la République Islamique d’Iran, tant en Iran qu’à l’échelle internationale. SCE a été lancée après la campagne et la pétition ayant réussi à sauver la vie de Nazanin Fatehi, mineure condamnée à mort en janvier 2006 puis libérée sous caution le 31 janvier 2007. Les activités préparatoires en soutien à cette campagne ont commencé après la libération de cette dernière, et après que près de 350 000 signatures aient été signées dans le monde.
Stop Child Executions a également rédigé une pétition, disponible sur son site internet, et tient un blog régulièrement mis à jour, où peuvent être trouvées les dernières nouvelles concernant cette cause.

## Historique
En tant que signataire du Pacte international relatif aux droits civils et politiques, ainsi que de la Convention internationale des droits de l'enfant, le gouvernement iranien s'est engagé à ne pas exécuter de personnes ayant commis un crime avant l'âge de 18 ans. Selon l'article 6.5 du Pacte International relatif aux droits Civils et Politiques « Une sentence de mort ne peut être imposée pour des crimes commis par des personnes âgées de moins de 18 ans ». De plus, l'article 37(a) de la Convention Internationale des Droits de l'Enfant stipule : « Ni la peine capitale ni l'emprisonnement à vie sans possibilité de libération ne doivent être prononcés pour les infractions commises par des personnes âgées de moins de 18 ans ».
En janvier 2005, le Comité des droits de l'enfant des Nations unies, qui veille à ce que les États signataires respectent la Convention Internationale des Droits de l'Enfant, a demandé à l'Iran de suspendre immédiatement toute exécution de délinquants mineurs, et d'abolir la pratique de la peine de mort dans ce contexte. Durant l'été 2006, le Parlement iranien a apparemment adopté un projet de loi établissant des tribunaux spéciaux pour enfants et adolescents. Cependant, ce projet n'a pas encore été accepté par le Conseil des Gardiens, qui supervise la législation en Iran afin d'en assurer la conformité avec les principes islamiques. Ces quatre dernières années, les autorités iraniennes ont apparemment envisagé une loi qui interdirait toute exécution de personnes mineures au moment du crime dont elles sont accusées. Mais d'après de récentes déclarations d'un porte-parole judiciaire, la loi proposée n'interdirait la peine capitale que pour certains crimes, tous n'étant pas commis pas des personnes mineures.
Depuis 1990, au moins 34 exécutions de mineurs délinquants ont été enregistrées (26 depuis 2005).
Quand Stop Child Executions a été créé, on connaissait seulement 21 noms de mineurs condamnés à mort, mais depuis le 3 octobre 2008, SCE a enregistré au moins 140 mineurs délinquants condamnés à la peine capitale en Iran, 3 en Arabie saoudite, 3 au Soudan et 1 au Yémen. En 2008, 6 ont été reportés comme ayant été exécutés.
En octobre 2008, Stop Child Executions publia une liste exhaustive de solutions pour mettre un terme aux exécutions de mineurs délinquants en Iran.
En 2009, deux mineurs condamnés à mort ont été exécutés par pendaison par la République Islamique d'Iran, dont Delara Darabi. En juin 2009, Stop Child Executions a publié un rapport sur l'exécution des mineurs en Iran.